# Clásica a los Puertos de Guadarrama
La Clásica a los Puertos de Guadarrama est une ancienne course cycliste espagnole. Créé en 1920, elle fait partie de 2005 à 2008 de l'UCI Europe Tour en catégorie 1.1. Elle est disputée dans la Sierra de Guadarrama, autour de la commune du même nom, ce qui en fait une course montagneuse.
Elle n'est plus organisée depuis 2008.

## Palmarès
| Année     | Vainqueur                      | Deuxième                 | Troisième                |
| --------- | ------------------------------ | ------------------------ | ------------------------ |
| 1920      | Enrique Pimoulier              | Ramón Valentín           | Miguel García            |
| 1921-1922 | Non disputé                    | Non disputé              | Non disputé              |
| 1923      | Miguel García                  | Guillermo Antón          | Miguel Serrano           |
| 1924      | Guillermo Antón                | Miguel García            | Feliciano Gómez          |
| 1925      | Telmo García                   | Feliciano Gómez          | Demetrio de Val          |
| 1926-1927 | Non disputé                    | Non disputé              | Non disputé              |
| 1928      | Telmo García                   | Eduardo Fernández        | Ricardo Montero          |
| 1929      | Manuel López                   | Luis Grossocordon        | Carlos López de la Torre |
| 1930      | Manuel López                   | Carlos López de la Torre | Francisco Mula           |
| 1931      | Francisco Llana                | Saturnino Alonso         | Carlos López de la Torre |
| 1932      | Ricardo Montero                | Vicente Trueba           | Manuel López             |
| 1933      | Francisco Llana                | José Méndez              | Eusebio Bastida          |
| 1934      | Vicente Carretero              | Bernardo de Castro       | Manuel Ruiz Trillo       |
| 1935      | Antonio Montes                 | Bernardo de Castro       | Ricardo Montero          |
| 1936      | Antonio Montes                 | Fermín Trueba            | Antonio Escuriet         |
| 1937-1938 | Non disputé                    | Non disputé              | Non disputé              |
| 1939      | Fermín Trueba                  | Francisco Guoenagua      | Delio Rodríguez          |
| 1940      | Mariano Cañardo                | Antonio Martín Eguia     | Delio Rodríguez          |
| 1941-1943 | Non disputé                    | Non disputé              | Non disputé              |
| 1944      | Julián Berrendero              | Martín Mancisidor        | Vicente Carretero        |
| 1945      | Vicente Miró                   | José Gandara             | José Lizarralde          |
| 1946      | Non disputé                    | Non disputé              | Non disputé              |
| 1947      | Julián Berrendero              | Delio Rodríguez          | Joaquín Jiménez          |
| 1948      | Non disputé                    | Non disputé              | Non disputé              |
| 1949      | Miguel Gual                    | Antonio Gelabert         | José Escolano Sanchez    |
| 1950      | Bernardo Ruiz                  | Julián Aguirrezabal      | Jorge Vallmitjana        |
| 1951      | Bernardo Ruiz                  | Antonio Gelabert         | Manuel Rodríguez         |
| 1952      | Antonio Gelabert               | José Serra Gil           | Julián Aguirrezabal      |
| 1953      | Mariano Corrales               | Bernardo Ruiz            | Miguel Bover             |
| 1954      | Francisco Masip                | Federico Bahamontes      | Bernardo Ruiz            |
| 1955      | Federico Bahamontes            | Francisco Masip          | Emilio Rodríguez         |
| 1956      | Gabriel Company                | Miguel Chacón            | Carmelo Morales          |
| 1957-1961 | Non disputé                    | Non disputé              | Non disputé              |
| 1962      | Ginés García                   | Antonio Saban            | Santos Ruiz              |
| 1963      | José Antonio Momeñe            | Carlos Echeverría        | Antonio Blanco           |
| 1964      | José Antonio Momeñe            | Fernando Manzaneque      | Antonio Suárez           |
| 1965      | Mariano Díaz                   | Lisardi                  | Rafael Carrasco          |
| 1966      | Jesús Aranzabal                | Angelino Soler           | Aurelio González Puente  |
| 1967      | José Luis Uribezubia           | Gabino Ereñozaga         | Eugenio Lisarde          |
| 1968      | Nemesio Jiménez                | Jesús Manzaneque         | Gabriel Mascaró          |
| 1969      | José Luis Abilleira            | Germán Martín            | Jesús Manzaneque         |
| 1970-1977 | Non disputé                    | Non disputé              | Non disputé              |
| 1978      | Carlos Machín                  |                          |                          |
| 1979      | Ginés García Pallares          | Ángel López del Álamo    | Ángel Arroyo             |
| 1980      | Ángel Arroyo                   | Anastasio Greciano       | Ángel López del Álamo    |
| 1981      | Luis Gutiérrez                 | Ángel Arroyo             | Eduardo Chozas           |
| 1982      | Vicente Belda                  | Vladimír Kozárek         | Ignacio Fandos           |
| 1983      | José Luis Laguía               | Antonio Coll             | Eduardo Chozas           |
| 1984      | Iñaki Gastón                   | Juan Fernández Martín    | Reimund Dietzen          |
| 1985      | Juan Fernández Martín          | Iñaki Gastón             | Antonio Coll             |
| 1986      | Laudelino Cubino               | Alirio Chizabas          | Juan Martínez Oliver     |
| 1987      | Roberto Córdoba                | Vicente Ridaura          | Jesús Cruz Martín        |
| 1988      | Laudelino Cubino               | Jesús Rodríguez Magro    | Miguel Ángel Martínez    |
| 1989      | Jokin Mujika                   | Francisco Antequera      | Marco Giovannetti        |
| 1990      | Stephen Hodge                  | Enrique Aja              | Eduardo Ruiz             |
| 1991      | Pedro Delgado                  | Piotr Ugrumov            | Laudelino Cubino         |
| 1992      | Néstor Mora                    | Laudelino Cubino         | Eduardo Chozas           |
| 1993      | Miguel Indurain                | Antonio Martín Velasco   | Ángel Yesid Camargo      |
| 1994      | Fernando Escartín              | Laudelino Cubino         | Carmelo Miranda          |
| 1995      | Ángel Casero                   | Marcos Serrano           | Manuel Fernández Ginés   |
| 1996      | Fernando Escartín              | Miguel Indurain          | Federico Muñoz           |
| 1997      | Manuel Beltrán                 | José Manuel Uría         | Roberto Heras            |
| 1998      | Marcos Serrano                 | Eleuterio Anguita        | Roberto Heras            |
| 1999      | Miguel Ángel Martín Perdiguero | Igor Flores              | Ángel Casero             |
| 2000      | Francisco Mancebo              | Fernando Escartín        | Roberto Heras            |
| 2001      | Santiago Botero                | Juan Miguel Mercado      | Óscar Sevilla            |
| 2002      | Josep Jufré                    | Adolfo García Quesada    | Óscar Sevilla            |
| 2003      | Denis Menchov                  | Marcos Serrano           | Pedro Arreitunandia      |
| 2004      | Jorge Ferrío                   | Carlos Ramón Golbano     | Gustavo César Veloso     |
| 2005      | Xabier Zandio                  | Carlos Castaño Panadero  | José Luis Martínez       |
| 2006      | Rubén Plaza                    | Jon Bru                  | Eladio Jiménez           |
| 2007      | Héctor Guerra                  | Alejandro Valverde       | Daniel Moreno            |
| 2008      | Levi Leipheimer                | Alberto Contador         | Diego Gallego            |